# Theradome
 (juin 2019).
Theradome Inc. est une compagnie américaine connue pour avoir inventé Theradome, un casque à laser qui offre un traitement pour la croissance des cheveux,,.

## Historique
Theradome Inc. a été fondé en 2009, établissant son quartier général dans la Silicon Valley. Le casque Theradome a été conçu par Tamim Hamid, fondateur, PDG et ancien scientifique de la NASA. Le casque laser a été autorisé et déclaré sécuritaire pour les femmes et les hommes en 2013 et 2018 par la FDA (Food and Drug Administration),,,.
En 2013, Theradome Inc. a organisé une campagne de financement communautaire sur Indiegogo après avoir annoncé son agréation par la FDA,.

## Produits et services
Theradome Inc. fabrique un casque laser qui offre un traitement clinique pour la perte de cheveux,.

## Awards
Theradome a reçu le prix pour le meilleur appareil de restauration des cheveux (Best Hair Restoration Device) en 2017. La compagnie a aussi remporté le prix Hollywood Beauty Innovation en 2018.